# Blueberry (film)
Blueberry är en fransk westernfilm från 2004 av Jan Kounen som baserar sig löst på den tecknade serien med samma namn av Jean Giraud och Jean-Michel Charlier.

## Handling
Sheriffen Mike Blueberry försöker hindra Blount och andra skurkar från att gräva efter guld på indianernas heliga marker. Blueberry dricker peyote och får hallucinationer (dataanimationer).

## Rollista (urval)
- Vincent Cassel - Mike Blueberry
- Juliette Lewis - Maria Sullivan
- Michael Madsen - Wallace Sebastian Blount
- Temuera Morrison - Runi
- Ernest Borgnine - Rolling Star
- Djimon Hounsou - Woodhead
- Hugh O'Conor - Mike Blueberry som ung
- Eddie Izzard - Prosit